# エースコンバット インフィニティ
『エースコンバット インフィニティ』（ACE COMBAT INFINITY）は、バンダイナムコエンターテインメント（2015年3月31日まではバンダイナムコゲームス）より発売（配信）されていた、PlayStation 3専用フライトシューティングゲーム。
エースコンバットシリーズ国内第14作。シリーズ作として、初めてダウンロード販売のみかつ基本無料（アイテム課金）の形態で配信されるシリーズ作品にもなる。

## 作品概要
オンライン協同戦役とキャンペーンモードと期間限定で開催されるチームデスマッチの3つに大きく分かれている。
キャンペーンは従来作通りのシングルプレイによるストーリーモードとなっている。それに対して協同戦役は他のプレイヤーとで4（CPU4機or無し）・6（CPU2機or無し）・8人（CPU無し）、デスマッチはCPU無しで偶数単位のマッチングルームが作成され、人数が揃い次第ルーム内でマルチプレイを楽しむことができる（回線ダウンなどが原因で奇数になったりする場合もある）。もらえる報酬などの差から協同戦役・デスマッチがメインに扱われている。
協同戦役とキャンペーンは同じ世界である。
今作は完全なオンライン専用のゲームとなっており、セーブデータも個々のPS3本体には一切保存されず、サーバー上に直接保存・更新する仕様をとっている。このため、PSNにサインインしていない状態ではプレイできず、PSNおよびサーバーに障害が発生した場合やメンテナンス時には全ての機能が使用不可能となる。
2018年3月31日の日本時間17時をもって、サービスが終了した。なお、物語は完結していない。

### 作品沿革
『エースコンバット アサルト・ホライゾン』以降、据置機では動きのなかったシリーズであったが、2013年より関係者からTwitterを通じて断続的に新作の動向を窺わせる情報が投稿されてきた。
- 2013年
  - 7月12日 - ティザーサイトが公開される。
  - 7月19日 - 本作の正式タイトル“エースコンバット インフィニティ”が発表される。
  - 8月2日 - 基本プレイ無料のビジネスモデルが発表される。
  - 11月1日 - オープンβテストの日程が発表される。予定は2013年11月7日 - 13日まで。
  - 11月7日 - テスト開始。
  - 11月8日19時 - 原因が公開されないままテスト版の緊急メンテナンスが開始され、以降サービスが停止したままとなっていた。公表されていないが、キャンペーンモードでブリーフィングの際に“東海（East Sea）”の表記が見つかったり、オンラインにおいてミッションが開始後即終了するなどのバグが動画として挙げられており、これらの修正が原因とされている。
  - 12月12日 - テスト再開。
  - 12月18日 - テスト終了。
- 2014年
  - 4月22日 - 日本およびアジア地区でのサービス開始予定日を2014年5月20日と発表、同時に専用エンブレムと通り名が獲得できる事前登録キャンペーンを開始[3]。
  - 5月20日 - 日本・アジア地区にて正式サービス開始。
  - 5月27日 - 日本・アジア地区以外で正式サービス開始。
  - 9月30日 - ECサイト「エビテン」にてベストサウンドトラック『ACE COMBAT INFINITY & SERIES MUSIC BEST』が数量限定で専売。価格は2,900円。『インフィニティ』ゲーム内で使える特典付き。なお、収録曲は発表当初の予定から一部変更されている。
- 2015年
  - 5月20日 - 正式サービス開始1周年。
  - 6月30日 - 『エースコンバット』生誕20周年。
  - 11月19日 - アップデート直後に『インフィニティ』ゲーム内で次回作『エースコンバット7』の情報が漏洩。情報は30分程度で削除された。
- 2016年
  - 4月1日 - ゲーム内でのランキングイベント実施体制が変更。これ以降のランキングイベントは、基本的に毎月3種・計4回（毎月上下旬に2イベントが同時開催となる時期あり）という定期開催となり、それらの順位別報酬内容も毎回固定、かつ過去イベントより復刻された報酬（ごく少数は新規追加）との交換を前提としたメダル獲得制となった。また、同日までに実施されていたメンテナンスによるアップデートは、結果的に本作最後のアップデートとなった。
  - 5月20日 - 正式サービス開始2周年。
- 2017年
  - 5月20日 - 正式サービス開始3周年。
  - 12月8日 - 2018年3月31日を以てサービス終了することを発表[2]。
- 2018年
  - 1月1日 - 2016年4月1日以来のランキングイベント実施体制による定期開催イベントが新規に開催されなくなり、同体制が実質的に終了。
  - 3月31日 - この日の17時（日本時間）をもって、サービス終了。

## 本作で採用された新システム
機体セット
本作では出撃時はこれまでのように機体選択→特殊兵装選択ではなく、あらかじめ自分で設定しておいた機体セット（一人用のキャンペーン、一部イベント時にはこれに加えてミッションに最適化したレンタルセットもある）の中から選択して出撃する。設定できる項目は機体・特殊兵装・搭載パーツ・データリンク効果・スキン・エンブレム・機体セット通り名。初期は4セットまでだが、別途有料の機体セット増設キーを購入することにより最大20セットまで拡張できる。これらの作業は一部を除きクレジットが必要になる。
データリンクシステム
ミッション開始から一定時間後に発動可能になり、味方機同士が一定距離内にあるとレーダー上で青色の線で味方機同士が繋がり、様々な効果が発動する。効果はあらかじめ機体セット毎に設定できる。
機体ツリー
機体や搭載パーツといったアイテムを文字通り木のように定義した物。画面左から右に派生していき、製造を行うとツリーが進む。
特別機体は、通常機体のツリーとの画面切り替えで表示される、通常機体とは独立したマップ状のツリー（実態はカタログに近い）にて管理されており、獲得した機体について強化等を行えるのみとなっている。派生関係など各アイテム間の関連性は存在しない。
兵装マップ
特殊兵装は機体とは項目として完全に独立したマップにて管理されている。機体の新規獲得もしくは強化により新たな特殊兵装を搭載可能になると同時にその特殊兵装がマップ上にて解放され、その後は機体と同様の手続きにて強化が可能になる。派生関係など各特殊兵装間の関連性は存在しない。
協同戦役・デスマッチをプレイする度に開発局から開発進行度が報告され（どれが開発されるのかはランダム）、開発率が100%になると新たな機体・パーツの製造や製造済みの機体及び兵装の強化が可能になる。自隊が勝つと3枠、負けると2枠（デスマッチは3枠）の開発が進み、備蓄燃料を使った場合その時使用した機体1枠、プラント追加投資の効果がある場合はさらに1枠、最大5枠開発できる。開発の余地がない場合はクレジットに変換される。
チャレンジ
設定された各種の条件をクリアすることでクレジット、消費アイテム、通り名、エンブレム、特別機体などを入手できるシステム。ゲームの基本的な流れを覚えることができる「チュートリアル」、達成しても一定時間を置いて繰り返し受けることが可能な「スタンダード」、期間限定の「スペシャル」の3種類がある。このシステムにより、無課金のプレイヤーでも備蓄燃料（燃料を参照）を入手することができる。同時に挑戦可能なチャレンジは最大7つまでとなっている。
燃料
スマホアプリ（ソーシャルゲーム）でいうところの、いわゆる「スタミナ」のことで、出撃するごとに1個消費され、これがないと出撃することができない。4時間ごとに1個支給されて最大3（期間限定で6）個まで貯めることができる「支給燃料」、チャレンジやドロップで入手したり課金して購入することができる「備蓄燃料」の2種類があり、備蓄燃料を使用した場合、機体ツリーで述べた通り報酬が上乗せされる。
ドロップ
協同戦役・デスマッチをプレイする度にエンブレムやその他アイテムがドロップする。エンブレム・特別機体が被った場合はクレジットに変換される。
強行出撃
イベント期間などに限定で発生するシステム。当初は週末（金曜 - 日曜）に限定して実行可能であった。出撃時の燃料を通常だと1回につき1個の所を2 - 3個同時に使用して出撃することにより、オンライン共同戦役ミッション後の報酬（クレジット）および研究の進行度が2倍以上（2.1倍）もしくは3倍以上（3.5倍）になり、ドロップアイテムの抽選も同時使用分行われる。
2015年5月以降、期間限定で出撃時の燃料を2 - 6個まで同時使用可能となるイベントが不定期で開催された。
2016年4月以降は平日も含む常時実行可能となり、週末は常に2 - 6個まで同時使用可能となった。

## 作品の設定
シリーズの集大成的な内容となっている。
本作の世界観は「小惑星“ユリシーズ”の落着や隕石破壊兵器“ストーンヘンジ”が登場する」「舞台が実在の地球」「シリーズ各作品の部隊エンブレムなどが見受けられる」というように、架空と現実が混在する独特のものとなっている（現実の地球に架空要素が沢山登場する点では『エースコンバットX2』に近い）。しかし、これらは本作が「『エースコンバット』シリーズのみを対象としたクロスオーバー作品」と言える存在であるためであり、本作とシリーズ各作品との設定・ストーリーに関連性はない。

## ストーリー
1999年7月に発生した、小惑星ユリシーズに未知の小惑星が衝突しできた破片（ユリシーズ小惑星群）の落着から20年後の2019年。未曾有の大災害に見舞われた地球は、様々な国家が共同体として統合を果たし、災禍から立ち直りつつあった。各国では軍事予算が復興予算に回されたことで正規軍の軍縮が進み、代わって民間軍事会社の活躍の場が増えつつあったが、それらに兵器を提供する巨大軍需企業の台頭は過激派やテロリストの兵器入手を助けることにもつながり、世界では反大国主義をかかげるテロ活動が問題となっていた。こうした問題を受け、国際連合は多くの民間軍事会社に紛争鎮圧ならびに平和維持活動の任務を委託し、世界各国に傭兵として派遣していた。
民間軍事会社“アローズ社”の新人パイロットである主人公は東京での任務が初出撃であったが、それが宇宙まで巻き込んだユージア戦争の始まりでもあった。

## 用語集

### 国家・地理など
イユーリ自治区（Iyuli）
ロシア南西部の難民特区。
現実の世界地図に当てはめると、タガンログ湾北東部の都市ロストフ・ナ・ドヌと重なる。
特区の中でも広大な土地を有し多数の難民を受け入れるが、難民は安価な労働力として囲われたに過ぎず、住環境は悪化し巨大なスラムを形成。そのために地元住民の反感を買い外国人労働者を排除しようとするデモ活動も行われるようになる。そんな中ヴェルナー社が難民の雇用を受け入れたことで治安は安定し紛争は沈静化。イユーリを始めとした各特区は同社の支援により2019年には急速な経済発展を遂げた。
東京（エリアJ4E）
本作では"ユリシーズの厄災"において発生した隕石落着の影響によって、日本国の旧首都とされている（作中で新たな首都がどこへ移転したのかは明らかにされていない）。他のステージに比べユリシーズによる影響が多く見受けられる。戦闘エリアが狭いのが特徴。
城東クレーター
東京都区部に複数存在するクレーターの1つ。現実における押上駅付近を中心に隕石孔が形成されており、東京スカイツリーが位置している辺りが隕石の落下点となっている（つまり本作にスカイツリーは存在しない）。
コモナ諸島（エリアB9K）
西インド諸島にある島々。『エースコンバット04』と同様に宇宙センターがある。
ユージア連邦（Usea）
2019年にロシア南西部の難民特区・イユーリ自治区においてテログループのリーダー、キャスパー・コーエンが中心となって蜂起し、ユーラシア大陸の実在する国・地域（東アジア、中東、東ヨーロッパ）を統合する形で樹立した連邦国家である。
領土は現実の世界地図に当てはめると、韓国、北朝鮮、台湾、中国、モンゴル、ベトナム、カンボジア、タイ、ミャンマー、バングラデシュ、ブータン、ネパール、インド、スリランカ、パキスタン、アフガニスタン、キルギス、ウズベキスタン、トルクメニスタン、カザフスタン、イラン、イラク、シリア、レバノン、トルコ、アゼルバイジャン、アルメニア、グルジア、モルドバ、ルーマニア、ブルガリア、ギリシャ、アルバニア、モンテネグロ、セルビア、エストニア、ラトビア、リトアニアなどの国・地域と重なり、非常に広範囲に及ぶ。これら以外にも加担している国家も複数あると見られている。
過去作の架空世界（ストレンジリアル）に登場したユージア大陸がモデルで国の形も大陸とほぼ同じ。また、作中ユージアの国旗とみられる旗が映るシーンがあるが、架空世界に登場するオーシア連邦の国旗の色違いとなっている。
アヴァロンダム（エリアM3A）
キャンペーンミッション#6に登場。ロシア・モンゴル国境に建造されたという設定に変更されている。
『エースコンバット・ゼロ』では、大量報復兵器「V2」の発射要塞であったが、本作では単なるICBMの発射要塞に変更。内部のトンネルも1本から2本並行に配される形となっている。
エリアB7R
通称「円卓」。アメリカのネバダにある特殊飛行試験区域。『エースコンバット・ゼロ』の「円卓」と同様、鉱脈に起因する電波障害が生じるとされている。
アドリア海（エリアV9D）
キャンペーンモード最後のステージ。エラフィティ諸島のルーダ島を迂回し二手に分かれて上陸する部隊を掩護することになる。上陸地点は内陸へ向かう道が狭いため、守備側に有利な地形である。
作戦名は「バンカーショット」。『エースコンバット04』をモチーフにしている。

### 組織・部隊名
アローズ・エア・ディフェンス&セキュリティ
通称「アローズ社」。航空兵力主体の民間軍事会社であり、国連安全保障理事会から委託を受けて活動している。
ボーンアロー隊（UNICS）
アローズ社の航空部隊。主人公はこの隊の新人隊員「リーパー」として所属する。
国連からの委託の元の活動ではあるが正規軍ではないため愛称・侮蔑両方の意味で「空賊」「プライベーティア」などと言われることが多い。
国連軍（UNF）
アルファ隊・ブラボー隊
協同戦役・デスマッチにて傭兵としてプレイヤー達が所属する臨時編成部隊。プレイヤーが臨時編成傭兵部隊に所属するのは本作が初である。
国連軍第19特殊飛行隊「リッジバックス隊」
国連軍の戦闘機部隊。隊の機体は群青色にペイントされ、背中に白いラインが引かれたASF-X 震電II。隊長のスラッシュと、部下のケイ・ナガセ（TACネーム・エッジ）他数名が所属している。正規軍の中でも特にプライドが高くボーンアロー隊を見下していたが、リーパーの活躍を見ている内に徐々に認識を改めていく。
タスクフォース118「アローブレイズ」（Task Force 118 "Arrowblades"）
「ユージア連邦」を名乗って蜂起したテログループに対抗する作戦「永久の解放作戦」のため、各国の有力な戦闘機部隊を招集し、国連軍の正規部隊として再編成した大部隊。ボーンアロー隊、リッジバックス隊も編入されており、他にも過去の作品に登場した部隊名が見られる。ムービー中で確認された部隊エンブレムは以下の通り。なお、部隊名後の（Z）は過去作品『エースコンバット・ゼロ』に登場、（X2）は『エースコンバットX2』に登場したことを示す。
- リッジバックス隊
- ボーンアロー隊
- エスパーダ隊（Z）
- クロウ隊（Z）
- アンタレス隊（X2）
- シュネー隊（Z）
- ヴィルコラク遊撃隊（X2）
- ソーサラー隊（Z）
- ズィルバー隊（Z）
- ウィザード隊（Z）

『エースコンバット04』に登場したISAF（独立国家連合軍）およびその紋章であるスリーアローヘッズがモデルとなっている。また、「ブレイズ」は『エースコンバット5』キャンペーンモードの主人公の名前（タックネーム）である。
海兵隊
キャンペーンミッション#3から共に戦うことになる国連軍、ならびにアローブレイズの地上戦力。ヘリ（CH-47）による人質救出、ホバークラフト（LCAC-1級エア・クッション型揚陸艇）による上陸戦など、こなす任務は多岐にわたる。
JASDF309飛行隊
東京が舞台となるキャンペーンミッション#1と#5での任務で共闘する、航空自衛隊の戦闘機部隊。他の正規軍と同様に規模を縮小したのか、2機のF-15Jのみで編成されている。
ユージア軍
その名の通りユージア連邦の軍隊。
アーテル隊
キャンペーンミッション#7に登場したユージア軍所属の精鋭航空部隊。8機のT-50で編成されている。敵隊長機を優先的に攻撃することで指揮系統を混乱させ、その隙を狙って敵を殲滅する戦法を得意とする。作中ではリッジバックス隊長「エッジ」を執拗に攻撃するが、ボーンアロー隊の援護により失敗し全機撃墜された。
アーテルとはラテン語で「黒」を意味する。
ヴェルナー・ノア・エンタープライゼス
世界一の大企業である巨大軍需企業。通称「ヴェルナー社」。難民の雇用創出に支援を買って出たことにより難民達の他に特区を持つ国家や共同体からも歓迎され、大手を振って自由にできる土地と労働力を得たことでAAアヴィエーション・プラントを用いた軍需産業の他にエネルギー開発・宇宙開発にも視野を広げた。ヴェルナー社の産業は復興に大きな影響をもたらしたが、豊富な武器兵器を有するがゆえ過激な武装勢力の温床ともなってしまった。
グレイメン
9人の男で構成されているパワーエリート達。ユージア軍に人質として拉致されるが全員殺害されてしまった。

### 登場機体・兵器
2014年12月4日のアップデートにおいて新カテゴリーとして“爆撃機”が追加された他、公式インタビューでは“レシプロ（戦闘）機”の実装も予告され、2015年9月18日のアップデートで実装された。
※プレイヤーの搭乗できる機体は通常機体に加え性能及びカラーリングが異なる特別機体複数種が用意されているが、同一形式の機体は合わせて1機種としている。
戦闘機
空対空に重点しており、機体性能は最高速を重点としている。
- F-14A
- F-14D
- F-15C
- F-15J
- F-16C
- F-20A
- F-22A
- F-35A
- MiG-21bis
- MiG-29A
- MiG-31B
- MiG-35D
- Su-27
- Su-33
- Su-35
- Su-37
- T-50
- Typhoon
- X-29A
- YF-23
- ATD-0（架空機ではあるがゲームシステム上は実在機扱い）
- ADF-01（架空機）
- R-101（架空機）

レシプロ機
加速と最高速は低いものの、旋回性に重点を置いている。機体の特性上、ミサイルは持っていない。
- A6M5
- Bf 109 G-10
- P-38L
- Spitfire Mk.IXe
- SKY KID -Red Baron-（架空機）
- SKY KID -Blue Max-（架空機）

多用途戦闘機
空対空、空対地のバランスにとれており、機体性能も平均的になっている。
- EA-6B
- EA-18G
- F-4E
- F-5E
- F-15E
- F-15SE
- F-15S/MTD
- F-16F
- F-35B
- F/A-18F
- Gripen C
- J35J
- MiG-1.44
- Mirage 2000-5
- Rafale M
- Su-24MP
- Su-47
- ADFX-01（架空機）
- ASF-X（架空機）
- CFA-44（架空機）
- GAF-1（架空機）
- X-02（架空機）
- X-49（架空機）
- XFA-27（架空機）
- XFA-33（架空機）

攻撃機
空対地に重点しており、機体性能は加速、旋回性を重点としている。
- A-6E
- A-10A
- AV-8B
- F-2A
- F-4G
- F-14B
- F-16XL
- F-117A
- FB-22（計画のみで実在しない機体であるがゲームシステム上は実在機扱い）
- Su-24M
- Su-25TM
- Su-34
- Tornado
- ADA-01B（架空機）

爆撃機
対地攻撃に特化しており、空中への攻撃手段は持たない。機体性能は耐久力を重点としている。
- B-1B
- B-2A
- Tu-95（CPU）
- Tu-160（CPU）

輸送機（敵ユニットのみ）
- Il-76

偵察機（敵ユニットのみ）
- SR-71

ヘリコプター（敵ユニットのみ）
- AH-64
- CH-47
- Ka-27
- Ka-50
- Mi-24

### 架空機/架空兵器
ASF-X 震電II
『エースコンバット アサルト・ホライゾン』で初登場した、河森正治デザインの架空機体。今作では国連軍第19特殊飛行隊「リッジバックス隊」の機体として初登場。他の部隊のCPU友軍機が架空機になるのは本作が初。のちにプレイアブル機体として追加。
小説『イカロス・イン・ザ・スカイ』にも登場する。
ADFX-01 Block1 Morgan
「Get the Block1」キャンペーンのチャレンジ（オンライン共同戦線に30回以上出撃）を達成すると購入できるモルガンの試作機体。ADFX-01に比べTLS（戦術レーザー砲）の威力が大幅に下げられ、機体の全体的な性能も低い。
2015年1月22日のアップデートで「ADFX-01 -Block1-」と名称を改められた。
ADFX-01 Morgan
『エースコンバット・ゼロ』で初登場した架空機体で『ゼロ』以来久々の登場となる。2014年7月1日 - 8月4日までの期間限定で入手できた。『ゼロ』で「片羽の妖精」ことラリー・フォルクが搭乗した機体と同一のカラーとなっている。機体LVを上げることで、上記のADFX-01 Block 1 Morganでは装備できなかったMPBM（多用途炸裂弾頭ミサイル）を装備可能。
2015年1月22日のアップデートで漆黒のカラーリングの通常機体が追加され、ラリー・フォルクが搭乗した機体と同一のカラーの機体は「ADFX-01 -Pixy-」と名称を改められた。
ATD-0
防衛省技術研究本部の現：防衛装備庁協力を得て、先進技術実証機のATD-Xを基にデザインされたシリーズ初登場の架空機体。「実在機を基にした架空機」という点では『エースコンバット3』以来のことである。2015年1月22日のアップデートで追加。
ADF-01 FALKEN
『エースコンバット2』で初登場し『エースコンバット5』でリファインされた、モルガンの発展型。2015年1月22日のアップデートで追加。
X-02 Wyvern
『エースコンバット04』で初登場した機体。2015年1月22日のアップデートで追加。
ワイバーンは欧州の紋章などに見られる二本足を持つ翼竜のこと。
R-101 Delphinus #1
『エースコンバット3』に登場した機体。兵装パイロンが追加されるなど少しリファインされている。また、HUDが『3』のものになっている。2015年3月5日のアップデートで追加。
デルフィナスとはマイルカ属の学名の意味。『3』では発展型の「R-102」及び「R-103」も登場する。
XFA-27
『エースコンバット2』で初登場した機体。『エースコンバットX』よりさらにリファインされている。2015年3月5日のアップデートで追加。
X-49 Night Raven
『エースコンバット3』に登場した機体。レーザーキャノンがTLSに変更されているなど他の架空機に比べリファインされている箇所が多い。また、本機もR-101と同様にHUDが『3』のものになっている。2015年5月14日のアップデートで追加。
ナイトレーベンとは「夜のワタリガラス」の意味。「不吉の兆し」という意味も持つ。
XFA-33 Fenrir
『エースコンバットX』で初登場した機体。"XFA-33"の形式名は本作で付けられた。2015年5月14日のアップデートで追加。
フェンリアとは北欧神話に登場する狼「フェンリル」のこと。「地を揺らすもの」の意味を持つ。
CFA-44 Nosferatu
『エースコンバット6』で初登場した架空機体。作中において「蝶使い」が操作しているQFA-44は本機が基となっている。また、2015年6月限定で特別機体としてシュトリゴン隊の隊長イリヤ・パステルナークの搭乗機を模した「CFA-44 -SL-」がドロップし、通常機体としては2015年9月18日のアップデートで追加された。
ノスフェラトとは「（男の）吸血鬼」を意味するルーマニア語が語源であり、ヴァンパイアと同じ意味を持つ。
GAF-1 Varcolac
『エースコンバットX2』で初登場した架空機体。本機も少しリファインされている。2015年7月16日のアップデートで追加。
ヴィルコラクはルーマニア語で「人狼」の意味。
ADA-01B ADLER
ADF-01から派生したシリーズ初登場の架空機体。厳密には『エースコンバット5』に登場予定だったが、ゲーム開発スケジュールの都合により見送られ、その代わりとしてADF-01が実装されたため、長らく設定上のみ存在する機体だった。本作に登場するにあたり、A型 をベースとした戦術攻撃機型として設定された。2016年1月のアップデートで追加。
アドラーはドイツ語で「鷲」のこと。
SKY KID
『スカイキッド』に登場した架空の機体で、2016年2月開催の期間限定イベントの上位報酬としてレッドバロン機とブルーマックス機が登場。他ゲーム作品からの架空機参戦は本作が初となる。
『エースコンバット6』にはTACネームが“スカイキッド”の味方戦闘機パイロットが登場している。
AL-1B
キャンペーンミッション#6に味方として名前だけ登場したミサイル迎撃機。ミッション中所属不明機に撃墜された模様。
アメリカ軍が試作したAL-1が元であると思われ、実機はブーストフェイズ中のミサイルにレーザーを照射し自爆させるシステムを持っていたが計画は中止され、試作機も解体された。
こちらもATD-0と同じく「実在機を基にした架空機」と言える。
MQ-90 クオックス
小説『エースコンバット・イカロスインザスカイ』に登場したQ-Xと同一の無人戦闘機。航空自衛隊が作った物で、機動力が増しレーザーのみを搭載した「MQ-90L」も登場する。
クオックスとは童話『オズの魔法使い』シリーズの『オズのチクタク』に登場する竜である。また、バンナムがナムコ時代に作ったゲーム『ドルアーガの塔』にも同名の竜が登場する。『エースコンバット6』には「クオックス隊」という味方戦車部隊が登場している。
シンファクシ級潜水空母
『エースコンバット5』に登場した超巨大潜水空母。協同戦役にて緊急ミッションの1パターンとして登場。
船体こそはシンファクシであるが、機銃や通常ミサイル、無人機、さらには散弾ミサイルを射出して攻撃してくるなど、その動きはリムファクシに近い。
UAV（シンファクシ級潜水空母艦載機）
シンファクシに搭載されている無人戦闘機。編隊で射出され、一定のルートを飛行しつつ攻撃してくる。全機撃墜すると別の編隊が射出されるが、一定数撃破すると尽きたのか射出されなくなる。
QFA-44 カーミラ
「蝶使い」の愛機。複数のクオックスを統御する機能を持つ。キャンペーンミッション#5と#7のボスとして、オンライン協同戦役にて強敵が乱入する『緊急ミッション』の1パターンとして登場。のちにCFA-44の改造機であり、衛星経由の遠隔操作による無人機だったことが明らかになる。
カーミラとはCFA-44の愛称であるノスフェラトの女性版、つまり「女吸血鬼」を意味する。
アイガイオン級重巡航管制機
『エースコンバット6』に登場した重巡航管制機。キャンペーンミッション#5には単独で、協同戦役にてリザルト後に低確率で発動する"非常招集ミッション"の1つ「Moby Dick Pursuit」にて後述のギュゲスとコットスとで編成された空中艦隊の旗艦として登場。「配備機数の節約によって過剰進化した某国の空飛ぶ軍艦」という設定になっている。改造され色が赤→金→黒（これらも「白鯨」と呼ばれる）の順に強くなった機体が登場する場合もあり"通常のアイガイオンと比較して攻撃力・耐久力が高い""最後に正面内部にある動力コアを破壊する必要がある"などの差異が見受けられ、随伴機と護衛戦闘機も高性能なものになっている。
ギュゲス
『エースコンバット6』に登場した超大型火力支援機。『6』のように動き回らなくなった。緊急ミッションの1パターンとしてギュゲスとコットスのみの編隊が出現する場合がある。
コットス
『エースコンバット6』に登場した超大型電子支援機。緊急ミッションの1パターンとしてギュゲスとコットスのみの編隊が出現する場合があるほか、ストーンヘンジでの高難度の非常招集において増援として出現する。
ストーンヘンジ
『エースコンバット04』に登場した隕石迎撃用超大型レールガン群。中国の試験基「タイプ0」を元に、タイプ0も含め世界6ヶ所に建造されたという設定に変更されている他、使用する砲弾も炸裂後に可燃ガスを拡散させ広範囲に二次爆発を発生させる極近距離用の「SS弾」とされており、『04』で使用した特殊砲弾と比較して効果範囲は格段に劣る反面、効果を発揮しなかった低空においても十分な威力を発揮するものとなっている。
イユーリへの爆撃作戦実行のため、キャンペーンミッション#4にてトルコにある「タイプ3」を攻撃、破壊することになる。オンライン共同戦役後の非常招集ミッションの1つ「STONEHENGE RETURN」として再登場し、郊外へのジャミング施設の増設、強力な防衛航空部隊の追加、ユリシーズの落下で故障した1基の再稼働によって砲塔数が7基から8基に増えるなどの変更点がある。また、レッドリング→ゴールドリング→ブラックリングの順に強い3つも登場し、攻撃力、耐久力、防衛戦力、そして、ジャミング性能も強化されている。
SOLG（ソーグ）
『エースコンバット5』に登場した、地上攻撃用レールガンを搭載した巨大戦闘衛星。2015年1月22日のアップデートで非常招集ミッションの1つ「Satellite Interception」に登場。「衛星そのものを巨大なKEWとして利用する」という点は変わらないが、今作では対スペースデブリ防衛を目的としたレーザー砲が複数設置されており吹き出す炎に触れてもダメージを受ける。また、コア破壊のみでの撃破ではなくAWACSによる管制の元での総当たりで撃破する仕様になっている。
『5』では「SOLG」という名称は“Strategic Orbital Linear Gun”の略だったが、本作に登場する4基にはそれぞれ“Schroeter（白）”“Oort（赤）”“Lexell（金）”“Gould（黒）”とS→O→L→Gの順に天文学者にちなんだ名称が独自設定されており難易度と報奨金もアップする。
エクスキャリバー
『エースコンバット・ゼロ』に登場した、地面に刺さった剣のような主砲から青いギガワット級高出力レーザーを発射する本土防衛用超高層化学レーザー兵器。2015年11月19日のアップデートで非常招集ミッションの1つ「Excalibur Onslaught」に登場。
今作では周囲に展開した無数の飛行船と車両に付けられた反射鏡に主砲のレーザーを照射しレーザー網を張り巡らせる近接防御攻撃システム「APS」を装備している他、周辺にある目標照準追尾装置も全て破壊しなければならなくなっている。また、複数存在する小さめの四角柱状の建物はガンタワーになっており主砲からやや離れた所に配置が変わっている。
レッドソード→ゴールドソード→ブラックソードの順に防衛戦力と共に強化されたタイプも登場、ゴールド以上だと全方位多目的ミサイルを搭載した8機の特殊なカラーリングのCFA-44で構成された脅威度の高い敵部隊も出現する。
エクスキャリバーとは「アーサー王が所持していた剣」のこと。
RTLS（レーザー列車砲）
『エースコンバット・ゼロ』に登場したエクスキャリバー防衛用列車砲。配備数が増え攻撃的になっている他、レーザーの色がピンクになっている。
OLDS（オールズ）
シリーズ初登場の架空兵器。"宙の欠片 計画"に基づき建造された一種の宇宙船。
本来は軌道上を漂っているユリシーズの残骸を機体上面のレーザーで撃ち、外宇宙へ排除する軌道清掃プラットフォームであったが、この仕組みが転用され、地球上の標的を間接的に攻撃する宇宙兵器となってしまう。
OLDSは“Orbital Laser Defence System”の略。また、形状はナムコのシューティングゲーム『ギャラクシアン3』シリーズの自機「ドラグーン」シリーズを彷彿とさせる。
「宇宙条約が足枷となり攻撃が許されない」という設定から戦うことができないままでおり、結局ミッションも開放されないまま終了した。

### 登場人物

#### アローズ社・ボーンアロー隊
リーパー（TACネーム）
キャンペーンの主人公でありプレイヤーキャラクター。コールサインは「ボーンアロー4」のちに「ボーンアロー1」。アローズ社の新人として入隊した戦闘機パイロットで、専用エンブレムは鎌を持った死神。各地を転戦しつつヴァイパーやオメガの教えを受け、リッジバックス隊と競い合う中で次第に頭角を現しエンブレム通りの「死神」の異名を持つエース・パイロットへと成長していく。アローブレイズ編入後は隊長の座とエースの象徴としてエンブレムに付ける「これ以上撃墜数を数えられない」ことを意味する∞マークをヴァイパーから受け継ぐ。作中では僚機のオメガから死神を模したエンブレムを「気味が悪い」と評され「後で直してやる」と言われたのち、上記の∞マークを死神エンブレムの頭部に赤色で付け足されリボンを結んだように見えるようになった。
TACネームの由来は『エースコンバット04』の主人公の綽名である死神。味方部隊を始め敵部隊にも死神の名で認識され、∞マークが付け足されたのちは「リボン付き」などと呼ばれることもある。蝶使いからは「リボンちゃん」と呼ばれる。地上部隊からも死神のエンブレムは気味悪がられていたが、ベルツ中尉の一件以降「死神の下にいれば安全」と言われるほどに歓迎され、航空支援に訪れると地上部隊の士気が上がるほどに信頼されるようになっていく。
グッドフェロー
声：桐本拓哉
アローズ社の代表であり、ボーンアロー隊（のちにアローブレイズ）の指揮官も兼任する。キャンペーンミッション#7冒頭の台詞から、かつてB7Rに行ったことがあるらしい。
ヴァイパー（TACネーム）
主人公が配属された部隊のエース・パイロットであり、コールサインは「ボーンアロー1」。敵軍の間にも名前が知られている。愛機はチューニングを重ねたMiG-21bis、専用エンブレムは∞の形に描かれた蛇。ギャンブルが原因で借金を抱えている。リーパーに「エースの教え」を授け、成長を促す。極東戦線での戦闘後にパイロットを引退し、隊長の役目をエースと認めたリーパーに託した。
TACネームは『エースコンバット04』に登場した味方航空部隊「ヴァイパー隊」から取られている。
オメガ（TACネーム）
声：加瀬康之
主人公が配属された部隊のお調子者。コールサインは「ボーンアロー2」。愛機はTyphoon、専用エンブレムは稲妻に蟹が重なった周りに幾つか星が描かれた物。以前敵に撃墜され、最近復帰した。戦闘中の搭乗機が撃墜されたにもかかわらず五体満足で無事に戦線復帰を遂げるなど、かなりの幸運の持ち主。そのことからミッション#2「渡り鳥」ではヴァイパーから「被弾王オメガ」と呼ばれている。
モデルは『エースコンバット04』に登場する味方航空部隊「オメガ隊」の一人、オメガ11。『04』においてはモブキャラの一人であったが、撃墜されたにも関わらず次のミッションで出撃していたり、彼から発せられる声が特徴的だったためにネット上で彼のベイルアウトをネタにした動画が話題になっていたことからスタッフがそれらの設定を"逆輸入"して生まれたキャラクターとされている。
ブロンコ（TACネーム）
ボーンアロー隊に所属する隊員の一人。コールサインは「ボーンアロー3」。TACネームは英語で「野生馬」の意。乗機はF-16F。ほとんど喋ることはなく、加えてグッドフェローやヴァイパー達からの言及もないため僚機でありながら謎の多い人物であるが、言動の端々からはリーパーへの信頼が見て取れる。
ゼブ（TACネーム）
キャンペーンミッション#6にて新たに配属されるボーンアロー隊の4番機パイロット。TACネームは英語で「コブウシ」を意味する。リーパーから「ボーンアロー4」のコールサインを引き継いでいる。乗機はMiG-29。ブロンコと同様喋ることは少ない。

#### 国連軍
スラッシュ（TACネーム）
声：藤真秀
国連軍第19特殊飛行隊「リッジバックス隊」の隊長。コールサインは「リッジバックス1」。プライドが高く、ボーンアロー隊を見下す言動が多い。
キャンペーンミッション#5「極東戦線」で蝶使いのカーミラが制御する無人機2機により挟み撃ちにされ、同無人機によるレーザー攻撃により主翼を被弾。ベイルアウトするも、再度無人機によりレーザー攻撃を受け戦死する。
シリーズに準えると過去作に何度も登場した「ジョン・ハーバート」である可能性がある。
エッジ（TACネーム）
声：吉田聖子
シリーズおなじみとなった「ケイ・ナガセ」がモデルで、今作ではスラッシュの部下として登場。コールサインは「リッジバックス2」のちに「リッジバックス1」。彼女もまたプライドが高くボーンアロー隊を「空賊さん」と呼んで見下していたが、リーパーの活躍を目の当たりにして認識を次第に改めていく。
キャンペーンミッション#5でスラッシュの戦死後に無人機を撃墜したり、その後の「白鯨」攻撃の際に味方機に冷静に指示を出したりと芯の強さを垣間見せる。
キャンペーンミッション#6以降は正式にリッジバックス隊の隊長となる。『エースコンバット5』に登場するナガセと容姿が似ている。
フェンサー（TACネーム）
リッジバックス隊の3番機パイロット。コールサインは「リッジバックス3」。
アクスマン（TACネーム）
リッジバックス隊の4番機パイロット。コールサインは「リッジバックス4」。
ランス（TACネーム）
キャンペーンミッション#6にて新たに配属されるリッジバックス隊の2番機パイロット。そのためエッジから「リッジバックス2」のコールサインを引き継いでいる。
スカイアイ
声：てらそままさき
国連軍所属のAWACS。協同戦役ミッションの指揮も、本機が担当している。
『エースコンバット04』にも同名のAWACSが登場している。
ヘビークラウド
国連軍所属のAWACS。こちらは一部の非常召集ミッションなどに登場している。
アーケードゲーム『マッハストーム』（2013年）にも同名のAWACSが登場している。
ベルツ中尉
国連軍海兵隊所属の分隊長。コリンズ軍曹と共にイユーリやストーンヘンジの作戦などに参加した。極東戦線での戦闘で「死神（リーパー）に取りつかれていれば安全地帯だ」とコリンズ軍曹や部下達に教えた。しかし、敵部隊が壊滅する直前に戦死し、指揮権をコリンズに引き継いだ。
『エースコンバット04』にも同名の人物が登場している。ちなみに、無線会話の展開も『04』と同じである。
コリンズ軍曹
国連軍海兵隊所属の兵士。ベルツ中尉と共に数々の作戦に参加した。極東戦線でベルツ中尉が言った言葉を、彼が戦死した後も最後まで信じ続け、リーパー達ボーンアロー隊と共闘する。
『エースコンバット04』にも同名の人物が登場している。
ベルツ准尉
キャンペーンミッション#8にて登場した女性兵士。バンカーショット作戦の指揮を担当した。先の極東戦線で戦死したベルツ中尉の妹である。
兄とは異なり『エースコンバット04』には該当する人物は登場していない。
アルトマン
キャンペーンのアヴァロンダムにてコリンズ軍曹の台詞に名前だけ登場する人物。『エースコンバット04』でもメガリスにて同名の人物が名前だけ登場している。

#### テログループ
キャスパー・コーエン
元々はヴェルナー社軍事部門最高責任者だった。難民たちが集うロシアのイユーリ自治区を中心に蜂起し、「世界が混乱のさなかにある状態でも私腹を肥やそうとする国家や官僚を粛清する」と声明を発表。同時に「ユーラシア大陸内陸部を中心とした広範囲を新たな国家“ユージア連邦”として独立する」と宣言した。
蝶使い
テログループのエース・パイロットの一人であり、蝶のエンブレムがあしらわれたカーミラを愛機としているため国連側からこう呼ばれているが、機体が撃墜されても「一機減ったー」と述べるなど、ゲーム感覚で戦うためかグループ仲間からは「ゲイマー」と呼称されている。『マッピー』と『スカイキッド』のテーマ曲の鼻歌を無線越しに歌うその音声からはまだ年若い女性ととれるが、初登場となるキャンペーンミッション#5の時点では容姿などの人物像は不明。ベイルアウトしたパイロットを容赦なく殺させるなど、残酷で破綻した性格（というよりも、人工衛星内でAIに育てられたため倫理観がないというのが実情）。
国連側にはまだ知られていないが、キャンペーンミッション#8終了後のムービーで蝶使い本人（グッドフェローらは「本体」としている）は、搭乗した人工衛星から直接「コフィンシステム」と呼ばれる特殊な操縦系統で操縦し、“パピヨン・プロジェクト”関与していることやその容姿が判明する。
クヴァシル
蝶使いをサポートする存在。電子音的な声を発することからAIと思われる。教育係も兼ねているが、蝶使いを育てた人工知能と同一の存在かは不明。
名前の由来は北欧神話に登場する神「クヴァシル」。

### その他
AAアヴィエーション・プラント
ヴェルナー社が実用化した強化型コンピューター数値制御工場。これにより既存の航空機は比較的容易にリビルド（再構築）可能となり、航空機が大量生産された結果今度はパイロット不足に悩まされることとなった。
プレイヤーが使用する機体や兵装などの開発もこのシステムを用いている。
AAとはAdvanced Automated（アドバンスド・オートメイテッド）の略である。
包括的宇宙戦争禁止条約
通称「宇宙条約」。国連が取り決めた条約で、詳しくは不明だがこれの裏をつく形でQFA-44の操作に用いられる衛星、OLDS、SOLGなどのユージアの宇宙からの脅威を許してしまう。実在する『宇宙条約』との関連性は不明である。
永久の解放作戦
国連がユージア連邦壊滅を目的に立ち上げた作戦。
パピヨン・プロジェクト
蝶使いが関わっている謎の計画。

## ダウンロードコンテンツ
以下の有料アイテムが販売されていた。
- キャンペーン無制限出撃チケット - 一人用のキャンペーンモードの出撃が無制限になり「出撃時の燃料が不要」「リトライ時のクレジット不要」「ミッションアンロック時のクレジット不要」の効果が得られる。ミッション#8まで有効。一回のみ購入可能。
- ルーキーセット - 限定エンブレム「ROOKIE」と、備蓄燃料5回分、「エリート傭兵契約（12時間分）」「プラント追加投資契約（12時間分）」が1つずつセットになったもの。一回のみ購入可能。
- エリートパック - 限定エンブレム「ACES」と、備蓄燃料20回分、「エリート傭兵契約（12時間分）」「プラント追加投資契約（12時間分）」×各4個がセットになったもの。一回のみ購入可能。
- 機体セット増設キー - 通常は、最大で4セットまでの機体・特殊兵装・パーツのセッティングを保存できるが、これの購入により最大で20セットまで枠を増設できる。
- フリーフライトチケット - 2015年3月5日のアップデートで追加された。購入することによりキャンペーンモード内の「フリーフライトモード」がプレイ可能になり、ゲーム内のステージを自由に飛び回ることができる。限定エンブレム「フリーフライト・ナゲッツ」、限定通り名「遊覧飛行」も付与される。一回のみ購入可能。

以下は消費アイテム。販売の他、チャレンジの成功報酬でも入手が可能。
- 備蓄燃料 - 通常の支給燃料との違いとして、出撃時に使用した機体が育つというメリットがある。
  - 協同戦役・デスマッチでドロップしたりもする他、アップデートや調整のためサーバー休止が長引いた時のお詫びの品としてもよく支給される。
- エリート傭兵契約 - 使用から12時間の間、ミッション終了時の獲得クレジットが増加する。
- プラント追加投資契約 - 使用から12時間の間、オンライン共同戦役ミッション終了時の研究が進みやすくなる。

## コラボレーション
- スカイキッド - βテスト版をダウンロードしたユーザー全員が本編でダウンロードできるエンブレム"ベータテスト参加記念章"に自機が描かれている。それとは別にのちに自機そのものがエンブレム化、さらに前述の通り機体として登場。
- ゼビウス - 2014年7月4日 - 7日、7月11日 - 14日の2回開催。同作に登場するキャラクターのエンブレムを配布。
- アイドルマスター2 - 以下のコラボを実施。
  1. 2014年8月22日 - 27日まで開催。同作に登場するキャラクターのドット絵エンブレムを配布[11]。
  2. 2015年2月3日 -16日まで開催。同作に登場するキャラクターのエンブレムと通り名を配布。
  3. 3月5日 - 4月1日まで開催。同作に登場するキャラクターがデザインされたいわゆるアイマス機を配布。
  4. 2016年2月1日 - 29日まで開催。アイマス機とエンブレムと通り名を配布。
- ソウルキャリバー ロストソーズ - 2014年9月18日 - 22日まで開催。同作に登場するキャラクターのエンブレムを配布。“SOULCALIBUR ソフィーティア”エンブレムのみ、同作と本作の両方をダウンロードした上でPlayStation Storeから入手する方式が採られた。
- エリア88 - 2014年10月3日 - 14日まで開催。同作に登場する機体、エンブレム、通り名を配布[12]。
- 鉄拳シリーズ - 2014年10月20日 - 11月4日まで開催。同シリーズ20周年記念として風間仁、三島一八、アリサ＆シャオユウを描いたSu-27系の機体と同シリーズ内に登場するエンブレムを配布[13]。
- 宇宙戦艦ヤマト2199 - 2014年12月5日 - 15日まで開催。劇場作品『宇宙戦艦ヤマト2199 星巡る方舟』が2014年12月6日に公開されることを記念して限定エンブレムを配布[14]。
- ドルアーガの塔 - 2014年12月4日 - 2015年2月1日まで。同作にちなんだエンブレムと通り名を配布。2014年12月4日のアップデートによる追加機能“特別支給チケット”を消費することで入手可能。
- マッピー - 2015年1月1日 - 3月1日まで。同作にちなんだエンブレムと通り名を配布。特別支給チケットを消費することで入手可能。
- パックマン - 2015年2月1日 - 3月31日まで。同作にちなんだエンブレムと通り名を配布。特別支給チケットを消費することで入手可能。
- ゴッドイーター2 レイジバースト - 2015年2月20日 - 4月1日まで。同作にちなんだエンブレムと通り名を配布。
- ギャラクシアン - 2015年3月5日 - 5月1日まで。同作にちなんだエンブレムと通り名を配布。特別支給チケットを消費することで入手可能。
- ディグダグ - 2015年4月1日 - 6月1日まで。同作にちなんだエンブレムと通り名を配布。特別支給チケットを消費することで入手可能。
- ギャラガ - 2015年5月1日 - 7月1日まで。同作にちなんだエンブレムと通り名を配布。特別支給チケットを消費することで入手可能。
- 太鼓の達人 - 2015年6月26日 - 7月14日まで。同作にちなんだエンブレムと通り名を配布。
- ゴジラ-GODZILLA-VS - 2015年7月16日 - 8月3日まで。同作の発売を記念したコラボイベントとチャレンジを開催。目標を達成すればゴジラシリーズにちなんだエンブレムと通り名が入手できる。
- ギャプラス - 2015年8月1日 - 10月1日まで。同作にちなんだエンブレムを配布。特別支給チケットを消費することで入手可能。
- バラデューク - 2015年9月1日 - 11月1日まで。同作にちなんだエンブレムを配布。特別支給チケットを消費することで入手可能。
- ピクセル - 2015年9月11日 - 30日まで。同作が9月12日に公開することを記念して同作にちなんだエンブレムと通り名を配布。
- アイドルマスターシンデレラガールズ・スターライトステージ - 同作に登場するキャラクターのエンブレムと通り名を配布。第1弾は2015年10月13日 - 26日まで。第2弾は11月19日 - 12月2日まで。第3弾は2016年1月21日-2月1日まで。
- ゴッドイーターリザレクション - 2015年10月29日 - 11月30日まで。同作に登場するキャラクターのエンブレムと通り名を配布。
- どこでもいっしょ - 2015年12月7日 - 2016年1月5日まで。トロとクロのエンブレムと通り名を配布。
- GATE ブレイブ スクランブル - 2016年2月29日 - 3月14日まで。同作の配信記念として同作に登場するキャラクターのエンブレムと通り名を配布。
- サモンナイト6 失われた境界たち - 2016年3月10日 - 29日まで。同作に登場するキャラクターのエンブレムと通り名を配布。
- デジモンワールド -next 0rder- - 2016年3月17日 - 29日まで。同作に登場するキャラクターのエンブレムと通り名を配布。
- ソードアート・オンライン - ホロウ・リアリゼーション - - 2016年6月28日 - 7月20日まで。同作に登場するキャラクターのエンブレムと通り名を配布。